# Liste der Kulturgüter in Buch SH
Die Liste der Kulturgüter in Buch SH enthält alle Objekte in der Gemeinde Buch im Kanton Schaffhausen, die gemäss der Haager Konvention zum Schutz von Kulturgut bei bewaffneten Konflikten, dem Bundesgesetz vom 20. Juni 2014 über den Schutz der Kulturgüter bei bewaffneten Konflikten sowie der Verordnung vom 29. Oktober 2014 über den Schutz der Kulturgüter bei bewaffneten Konflikten unter Schutz stehen.
Objekte der Kategorie A sind im Gemeindegebiet nicht ausgewiesen, Objekte der Kategorie B sind vollständig in der Liste enthalten, Objekte der Kategorie C fehlen zurzeit (Stand: 1. Januar 2023).

## Kulturgüter
| Foto |                                                                            | Objekt                                         | Kat. | Typ | Standort                             | Beschreibung |
| ---- | -------------------------------------------------------------------------- | ---------------------------------------------- | ---- | --- | ------------------------------------ | ------------ |
| ja   | Datei hochladen · Wikidata zu Säge Freilichtmuseum (Q29787094)             | Säge Freilichtmuseum KGS-Nr.: 04321            | B    | G   | Unterdorfstrasse 41 700950 / 286120  |              |
| ja   | Datei hochladen · Wikidata zu Reformierte Kirche in Buch (Q29787090)       | Kirche KGS-Nr.: 14128                          | B    | G   | Dorfstrasse 10.1 700891 / 286041     |              |
| BW   | Datei hochladen · Wikidata zu Pfarrhaus (Q29787092)                        | Pfarrhaus KGS-Nr.: 14129                       | B    | G   | Unterdorfstrasse 14 700944 / 285876  |              |
| BW   | Datei hochladen · Wikidata zu Wohnhaus gestelzt, mit Oekonomie (Q29787095) | Wohnhaus gestelzt, mit Ökonomie KGS-Nr.: 14130 | B    | G   | Dorfstrasse 7 700875 / 285987        |              |
| BW   | Datei hochladen · Wikidata zu Wohnhaus mit Scheune (Q29787097)             | Wohnhaus mit Scheune KGS-Nr.: 14131            | B    | G   | Oberdorfstrasse 5 700938 / 285931    |              |
| BW   | Datei hochladen · Wikidata zu Alte Mühle (Wohnhaus) (Q29787089)            | Alte Mühle (Doppelwohnhaus) KGS-Nr.: 14132     | B    | G   | Unterdorfstrasse 3–5 700920 / 286120 |              |
| BW   | Datei hochladen · Wikidata zu Haus zur Säge (Q29787087)                    | Haus zur Säge KGS-Nr.: 14133                   | B    | G   | Unterdorfstrasse 4 700949 / 286135   |              |